# ماتریس معین
در بحث تعیین علامت عبارت‌های ریاضی، برخی توابع به ازای تمام مقادیر متغیرهایشان، مثبت و برخی توابع، به ازای تمام مقادیر متغیرهایشان منفی هستند که به ترتیب، توابع با علامت معین (یا به اختصار معین) نامیده می شوند و به توابعی که گاهی مثبت و گاهی منفی هستند توابع نامعین می گویند. بحث تعیین علامت در کتاب‌های ریاضی دبیرستان در سطحی مقدماتی ارائه می شود. برای تعیین علامت عبارت‌های درجه ۲ همگن شامل {\displaystyle n} متغیر {\displaystyle x_{1},x_{2},x_{3},...,x_{n}} به طور کلی به صورت
{\displaystyle f(x_{1},\ldots ,x_{n})=\sum _{i=1}^{n}\sum _{j=1}^{n}a_{ij}{x_{i}}{x_{j}}=\mathbf {x} ^{\mathrm {T} }A\mathbf {x} .}
که در آن ضرایب ثابت را در یک ماتریس مانند {\displaystyle A} می‌نویسیم و مجهولات را در قالب بردار مجهولات {\displaystyle x} نشان می‌دهیم. حال اگر برای همه مقادیر مختلف بردار {\displaystyle x}
{\displaystyle x^{*}Ax\geq 0}
گوییم عبارت داده شده (و همچنین ماتریس نمایش {\displaystyle A}) معین مثبت است.
ثابت می‌شود در ماتریس‌های هرمیتی:
اگر همه مقادیر ویژه ماتریس {\displaystyle A} مثبت باشند، {\displaystyle A} معین مثبت است.
اگر همه مینورهای ماتریس (دترمینان ماتریس‌های پیشرو)، مثبت باشند ماتریس معین مثبت است.